# Хащев
Хащев (укр. Хащів) — село в Турковской городской общине Самборского района Львовской области Украины.
Население по переписи 2001 года составляло 467 человек. Занимает площадь 2,2 км². Почтовый индекс — 82511. Телефонный код — 3269.